# فابیو روسیتو
فابیو روسیتو (به ایتالیایی: Fabio Rossitto) بازیکن فوتبال و اهل ایتالیا است 

## تیم ملی
از سال ۱۹۹۶ میلادی عضو تیم ملی فوتبال ایتالیا بوده و در ۱ بازی ملی حضور داشته‌است. او در بازی‌های ملی‌اش گلی به ثمر نرساند.
فابیو روسیتو آخرین بازی ملی خود را در سال ۱۹۹۶ میلادی انجام داد.